# 秋田総合車両センター南秋田センター
秋田総合車両センター南秋田センター（あきたそうごうしゃりょうセンターみなみあきたセンター）は、秋田県秋田市楢山城南新町35-1にある東日本旅客鉄道（JR東日本）の車両基地である。同社東北本部の管轄。
旧称は「秋田車両センター」で、2021年（令和3年）4月1日に組織改正にて現名称へ改称された。同地には新幹線統括本部管轄の「秋田新幹線車両センター」も存在するが、これは前述の組織改正によって新設されたものである。
本稿では双方について、在来線関連を「秋田総合車両センター南秋田センター」、新幹線関連を「秋田新幹線車両センター」として説明する。

## 概要
両センターは、秋田駅から奥羽本線に沿って2.7 km南下した四ツ小屋駅 - 秋田駅間の西側にあり、入出区は秋田駅側からのみ可能である。
その源流は1971年（昭和46年）3月5日に秋田客車区と秋田機関区気動車検修部門を統合して発足した秋田運転区にある。これはかつて秋田駅構内に付属していた機関区（気動車検修基地）や客車区などが車両数の増加により手狭となり、旅客車の増備や奥羽本線の電化にも対応するために1966年（昭和41年）から新たに建設されたものであり、電車・気動車・客車は秋田運転区の受け持ち、電気・ディーゼル機関車は秋田操駅付近に移転した秋田機関区の受け持ちとされた。
1987年（昭和62年）3月1日に南秋田運転所と、同時に秋田機関区の旅客業務部門も秋田運転所秋田支所にそれぞれ改称、同年4月1日にJR東日本に継承され、1991年（平成3年）5月1日には秋田貨物駅構内に存在していた秋田運転所秋田支所を統合して機関車を受け持つようになった（同所の機関車配置の統合は1993年（平成5年）12月1日。詳細は後述）。1997年（平成9）年3月22日の秋田新幹線開業に伴い、新幹線車両を受け持つようになったため基地の約半分を標準軌用に改良、構内は新幹線用の標準軌と在来線用の狭軌両方を併設する基地となり、車両も在来線電車から新幹線車両および機関車など多種多彩な車両を受け持つ車両基地となった。2004年（平成16年）4月1日の秋田車両センターへの改称を経て、2021年（令和3年）4月1日には組織改正により在来線部門が秋田総合車両センター所属となり現名称へ改称、新幹線部門は本社直轄の新幹線統括本部（2019年（平成31年）4月1日発足）管轄の秋田新幹線車両センターとして分離独立した（後述を参照）。
なお、2012年（平成24年）以降、車両の仕業検査業務や構内入換業務、清掃業務などはJR東日本のグループ会社に委託されている。

### 秋田総合車両センター南秋田センター
当センターは、秋田地区の狭軌線の奥羽本線、羽越本線、男鹿線・五能線・津軽線や標準軌線の田沢湖線の運用車両を一手に受け持つ車両基地で、電車（蓄電池電車を含む）から気動車（ハイブリッド車両を含む）や貨車、さらには電気機関車およびディーゼル機関車と多種多彩の車両が配置されている（詳細は後述）。1997年（平成9）年3月22日の秋田新幹線開業時に敷地の約半分を標準軌用に改良した。かつては奥羽本線や羽越本線で運行していた特急形電車や特急形寝台客車などの車両基地であったが、前述の秋田新幹線開業などにより特急形車両の配置は激減した。
当センターへの入出区は、前述のように秋田駅側からのみで、狭軌線は秋田駅から専用の小運転線経由で入出区する。標準軌線は専用の運転線が無く、本線から車両センターへ分岐、そこから狭軌線本線を平面交差して入出区する。
構内には「秋田総合訓練センター」が併設されており、運転士・車掌の訓練などを行っている。

### 秋田新幹線車両センター
当センターは、前述のように2021年（令和3年）4月1日の組織改正で発足したもので、秋田車両センター（開業時は南秋田運転所）の新幹線部門を前身とする。管轄は本社直轄の新幹線統括本部であり、車両については同本部が発足した2019年（平成31年）4月1日に異動している。
当センターへの入出区は、狭軌線と同様に秋田駅側からのみで、入出区方法も標準軌線と同様である。

## 業務と設備
本節では、両センターが同じ敷地にあり、田沢湖線用の701系5000番台が標準軌線を使用するため、両者を1つのものとして説明する。なお、構内は狭軌線と標準軌線が存在するが、以下、狭軌線を「NG線」（ナローゲージ線）、標準軌線を「SG線」（スタンダードゲージ線）と表記する。
両センターの基本的な業務は、配置車両の留置、仕業検査、交番検査（従来系列車両）、機能保全検査・指定保全・装置保全（新系列車両）、修繕、車体洗浄などである。ただし、機関車の交番検査は、秋田総合車両センターに移管されている。
線路と設備は、車両を留置する着発線が18本あり、その内着発1 - 7番線がSG線、8番 - 18番線がNG線である。NG線およびSG線それぞれに洗浄機や検修施設、NG線・SG線共通の洗浄仕業庫、また、NG線・SG線それぞれに車輪転削機があり、車両の外板を洗浄する洗浄機は、NG線は着発18番線、SG線は着発3番線に、着発7・8番にはそれぞれ給油機（7番線がSG用、8番線がNG用）がある。車体および車内の清掃は、SG線が洗浄仕業線1・2番線、NG線が洗浄仕業線3 - 5番線が入る洗浄仕業庫で行われ、新幹線車両と在来線車両が同じ建物に並ぶ貴重な光景が見られる。また、冬季は床下周りに雪が付着した状態で帰区することがあるため、温水を噴射して融雪する台車融雪装置が洗浄仕業線1・2番線に設置されている。着発1番線からSG臨修庫に入るSG臨修線が分岐、またNG線は検修4・5番線が修繕庫・台検庫に繋がっており、これらの庫内で車両の修繕や装置保全などが行われる。
車両検査は、仕業検査は洗浄仕業庫で、交番検査（従来系列車両・新幹線車両）および機能保全検査（新系列車両）は、NG線が検修1 - 3番線が入る交検庫で、SG線はSG線側の洗浄仕業庫内にあるSG交検線にてそれぞれ実施される。なお、SG交検線は、在来線車両（701系5000番台）と新幹線車両（E6系）が縦列で検査を受けられるように架線遮断機が設置されている。
新保全体系を採用する701系以降の新系列在来線車両については、本来総合車両センターにて施工する走行60万km（E751系とEV-E801系は80万km）での指定保全と走行120万km（同160万km）での装置保全も当センターで行われる。また、新系列在来線車両の車体保全と機器更新などは秋田総合車両センター（旧・土崎工場）にて施工されるが、この際、標準軌の701系5000番台はSG車輪転削線の先にある南部留置線の4線軌条部で狭軌用の仮台車に履き替え、配給輸送で回送される。なお、新幹線車両のE6系の上位検査と機器更新などは、仙台にある新幹線総合車両センターで実施される。

## 歴史
1902年（明治35年）11月2日に、秋田駅構内に秋田機関庫が設立、大きな留置線も併設され、東側から南部にかけての構内に規模の大きい扇形機関庫および一時期は方向転換用の三角線（デルタ線）を備えていた。1936年（昭和11年）9月1日に秋田機関区に改称、奥羽本線の他秋田地区の車両基地として重責を担った。戦後、客車区や貨車区などが付属していたが、秋田駅構内の旅客車検査作業などの能力不足と、増大する輸送量にあわせて車両数が増加するにつれ構内が手狭となり、機関車や旅客車の増備や奥羽本線の電化の対応、客車列車無煙化（DC化）による設備転換に対応するため、1966年（昭和41年）から現地に新しい車両基地を建設、1968年（昭和43年）10月より一部が使用開始され、1971年（昭和46年）3月5日に、秋田客車区と秋田機関区気動車検修部門を統合して秋田運転区として発足した。当時の配置車両は客車180両および気動車96両で、その後1975年（昭和50年）には特急「つばさ」用に運用されていたキハ81系の置き換え用の485系電車が新製配置され、また、14系客車の座席車や、寝台客車の20系客車や24系客車などが配置された。なお、国鉄時代は電車・気動車・客車は秋田運転区の受け持ち、電気・ディーゼル機関車は秋田操駅付近に移転した秋田機関区の受け持ちとされた。
1987年（昭和62年）3月1日に国鉄分割民営化を控えて組織再編が行われ、本区の秋田運転区は南秋田運転所に改称、同時に秋田機関区の旅客業務部門が秋田運転所秋田支所に改称、他に秋田機関区の貨物業務部門と秋田貨車区が統合し秋田機関区に、運転部門の秋田機関区秋田支区が秋田運転所にそれぞれ改称された。同年4月1日、国鉄分割民営化に伴い、南秋田運転所および秋田運転所はJR東日本東北地域本社秋田支店に、秋田機関区は日本貨物鉄道（JR貨物）東北支社にそれぞれ継承された。1990年（平成3年）4月1日に、東北地域本社秋田支店が秋田支社へ改称、同時に南秋田運転所、秋田運転所および秋田運転所秋田支所は同支社の管轄となった。秋田貨物駅構内に存在していた秋田運転所秋田支所は、1991年（平成3年）5月1日に南秋田運転所に統合されたが、機関車の配置区として名称だけが残り、1993年（平成5年）12月1日に機関車配置も南秋田運転所に統合された。
1994年（平成5年）12月3日に、秋田支社管内の車両基地統合に伴い弘前運輸区（現・つがる運輸区）より五能線運用車両など（キハ40形・キハ48形・キハ58形・キハ28形気動車）が移管。1997年（平成9年）3月22日の秋田新幹線開業時に、新幹線車両（E3系）を受け持つようになったため、基地の約半分を標準軌用に改良、構内は新幹線用の標準軌と在来線用の狭軌両方を併設する基地となり、同時に標準軌用701系5000番台およびキハ40系気動車改造の観光列車「リゾートしらかみ」も配置された。
1999年（平成11年）に701系5000番台を、翌2000年（平成12年）には狭軌用の701系の重要部検査をそれぞれ当センターで実施、新保全体系に移行した2002年（平成14年）以降も、701系以降の在来線新系列車両は、従来の重要部検査相当の装置保全までは当センターで実施されている。2003年（平成15年）から、新幹線車両の交番検査を1日2編成実施できる体制を整えた。
2004年（平成16年）4月1日に組織改正に伴い南秋田運転所は秋田車両センターに改称、2010年（平成22年）9月21日に観光列車「リゾートしらかみ」（青池編成）用のHB-E300系気動車が新製配置された。2012年（平成24年）から車両の仕業検査業務や構内入換業務、清掃業務などはJR東日本のグループ会社に委託され、同年11月19日にE6系の配置が開始、2016年（平成28年）3月26日に特急つがる用のE751系が青森車両センター（現・盛岡車両センター青森派出所）から転入、同年12月19日に交流架線式蓄電池電車のEV-E801系が新製配置された。2017年（平成29年）4月8日に当センター所属の583系が運用終了した。
2019年（平成31年）4月1日に新幹線統括本部が発足、センター内組織自体は従来通り秋田支社の管轄とする一方、新幹線用車両は本社直轄の新幹線統括本部所属で当センターに常駐する扱いとなった。2021年（令和3年）4月1日に組織改正により在来線車両が秋田総合車両センター所属となり、在来線部門が秋田総合車両センター南秋田センターと改称、新幹線部門が本社直轄新幹線統括本部管轄の秋田新幹線車両センターと改称され、新幹線車両は同センター所属となった。

### 年表
- 1902年（明治35年）11月2日：秋田駅構内に秋田機関庫発足。
- 1936年（昭和11年）9月1日：秋田機関区に改称。
- 1966年（昭和41年）：現在地にて車両基地を着工。
- 1968年（昭和43年）10月：基地施設の一部の使用開始。
- 1971年（昭和46年）3月5日：秋田客車区と秋田機関区気動車検修部門を統合、現在地に秋田運転区が発足。
- 1987年（昭和62年）3月1日：国鉄分割民営化を控え、秋田運転区が南秋田運転所に、運転部門の秋田機関区秋田支区が秋田運転所にそれぞれ改称。同時に秋田機関区は旅客業務部門を秋田運転所秋田支所として、貨物業務部門と秋田貨車区が統合し秋田機関区としてそれぞれ分離した。
  - 4月1日 - 国鉄分割民営化に伴い、南秋田運転所、秋田運転所、同秋田支所はJR東日本東北地域本社秋田支店に、秋田機関区はJR貨物東北支社にそれぞれ継承される。
- 1990年（平成2年）4月1日：東北地域本社秋田支店が秋田支社へ改称、それぞれの車両基地は同支社の管轄となる。
  - 5月1日：秋田運転所秋田支所が南秋田運転所に統合、ただし、機関車の配置区として名称だけが残る。
- 1993年（平成5年）12月1日：機関車配置も南秋田運転所へ統合により、同支所廃止。
- 1994年（平成6年）12月3日：秋田支社管内の車両基地統合に伴い、弘前運輸区（現・つがる運輸区）より五能線運用車両などが移管。
- 1997年（平成9年）3月22日：秋田新幹線開業時に伴い、E3系新幹線および標準軌用在来線車両のE701系5000番台、キハ40系気動車改造の観光列車「リゾートしらかみ」配置。
- 2004年（平成16年）4月1日：組織改正に伴い、秋田車両センターに改称[40]。
- 2005年（平成17年）7月1日：ISO 9001認証取得。
- 2010年（平成22年）9月21日：観光列車「リゾートしらかみ」（青池編成）用HB-E300系気動車が新製配置。
- 2012年（平成24年）11月19日：E6系の配置開始。
- 2016年（平成28年）3月26日：特急つがる用のE751系が青森車両センター（現・盛岡車両センター青森派出所）から転入。
  - 12月19日：交流架線式蓄電池電車EV-E801系が新製配置。
- 2017年（平成29年）4月8日：583系が運用終了。
- 2019年（平成31年）4月1日：本社直轄の新幹線統括本部が発足。新幹線用車両のみ同本部所属で当センターに常駐する扱いとなる。
- 2021年（令和3年）4月1日：組織改正により、在来線車両が秋田総合車両センター所属となり、在来線部門が秋田総合車両センター南秋田センターと改称、新幹線部門が本社直轄新幹線統括本部管轄の秋田新幹線車両センターと改称され、新幹線車両は同センター所属となる。

## 配置車両に記される略号
秋田総合車両センター南秋田センター所属車
- 旅客車・貨車 - 〈北アキ〉…東北本部を意味する「北」と、電略で秋田を意味する「アキ」から構成される。
- 機関車 - 〔秋〕…秋田を意味する「秋」から構成される。

秋田新幹線車両センター所属車
- 〈幹アキ〉[6]…新幹線統括本部を意味する「幹」と、「アキ」から構成される。

## 配置車両
主に秋田新幹線をはじめ、奥羽本線（新庄 - 青森間）・羽越本線（酒田 - 秋田間）・田沢湖線などで運行される車両が配置されている。
現状の配置車両はそれぞれの所属基地ごとに、過去の配置車両は在来線車両と新幹線車両に分けて記述する。

### 秋田総合車両センター南秋田センター
2025年4月1日現在の配置車両は以下のとおり。
| 電車  | 気動車 | 機関車 | 客車 | 貨車 | 合計  |
| ----- | ------ | ------ | ---- | ---- | ----- |
| 138両 | 39両   | 1両    | 0両  | 0両  | 178両 |

#### 電車
583系（1両）
- クハネ583-17の1両のみ車籍が残る。
- 仙台車両センターから、それまで使用されていた編成の代替として転入してきた編成で、主に臨時列車で運用された。
- 2017年4月8日をもって運用終了[39]、秋田総合車両センターへ自走回送された。
- 編成の内、クハネ583-8は2017年9月2日付で廃車され[42]国内譲渡、モハネ582・583-106は2017年10月14日付で廃車され[43]、台北機廠への展示のために譲渡。モハネ582・583-100も2018年3月1日付で廃車となった[43]。

E751系（12両）
- 4両編成3本（A101 - A103編成）が配置されている。
- 特急つがる・スーパーつがる3往復で運用されている。
- 2016年3月26日付で青森車両センター（現・盛岡車両センター青森派出所）から転入してきた[37]。

701系（113両）
- 0番台：3両編成10本（N1 - N4・N6 - N10・N13編成）・2両編成27本（N11・N12・N14 - N38編成）
- 100番台：3両編成1本（N101編成）・2両編成3本（N102 - N104編成）
- 5000番台：2両編成10本（N5001 - N5010編成）
  - 0番台・100番台は奥羽本線（新庄 - 秋田 - 青森間）・津軽線（青森 - 蟹田間）・羽越本線（鶴岡 - 秋田間）で運用される。
  - 5000番台は標準軌専用で田沢湖線全線で運用される。大曲 - 秋田間は出入庫回送扱いであるが、臨時列車で客扱いをすることがある。
  - 盛岡側には留置線はあるものの検査施設がないため、当センターおよび秋田総合車両センターで検査を実施する[注 14]。

EV-E801系（12両）
- 2両編成6本（G1 - G6編成）が配置されている。
- 2016年12月19日付で新製配置された交流架線式蓄電池電車。
- 奥羽本線・男鹿線（秋田 - 男鹿間）で運用され、2021年3月13日のダイヤ改正より男鹿線列車はこの車両に統一された[38][44]。

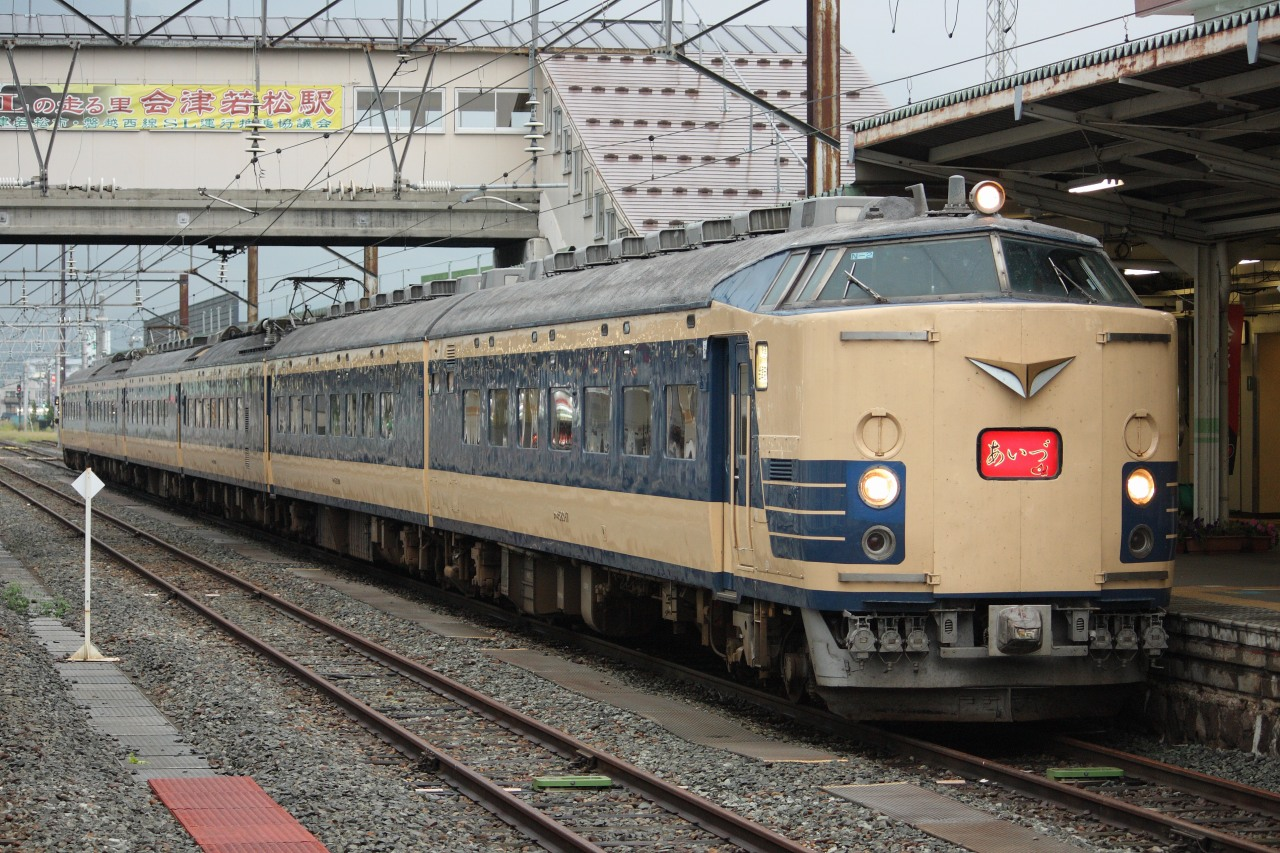
583系
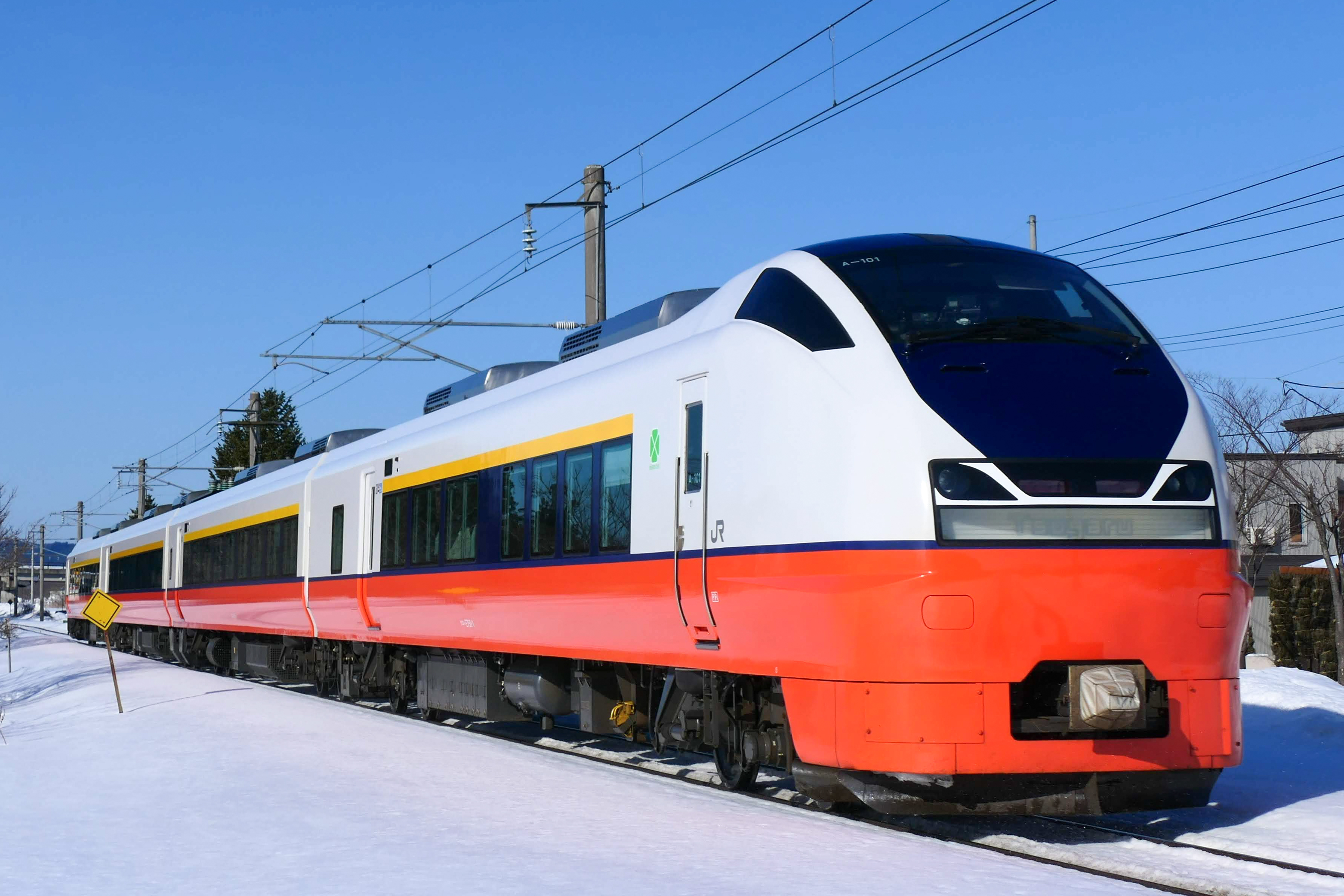
E751系
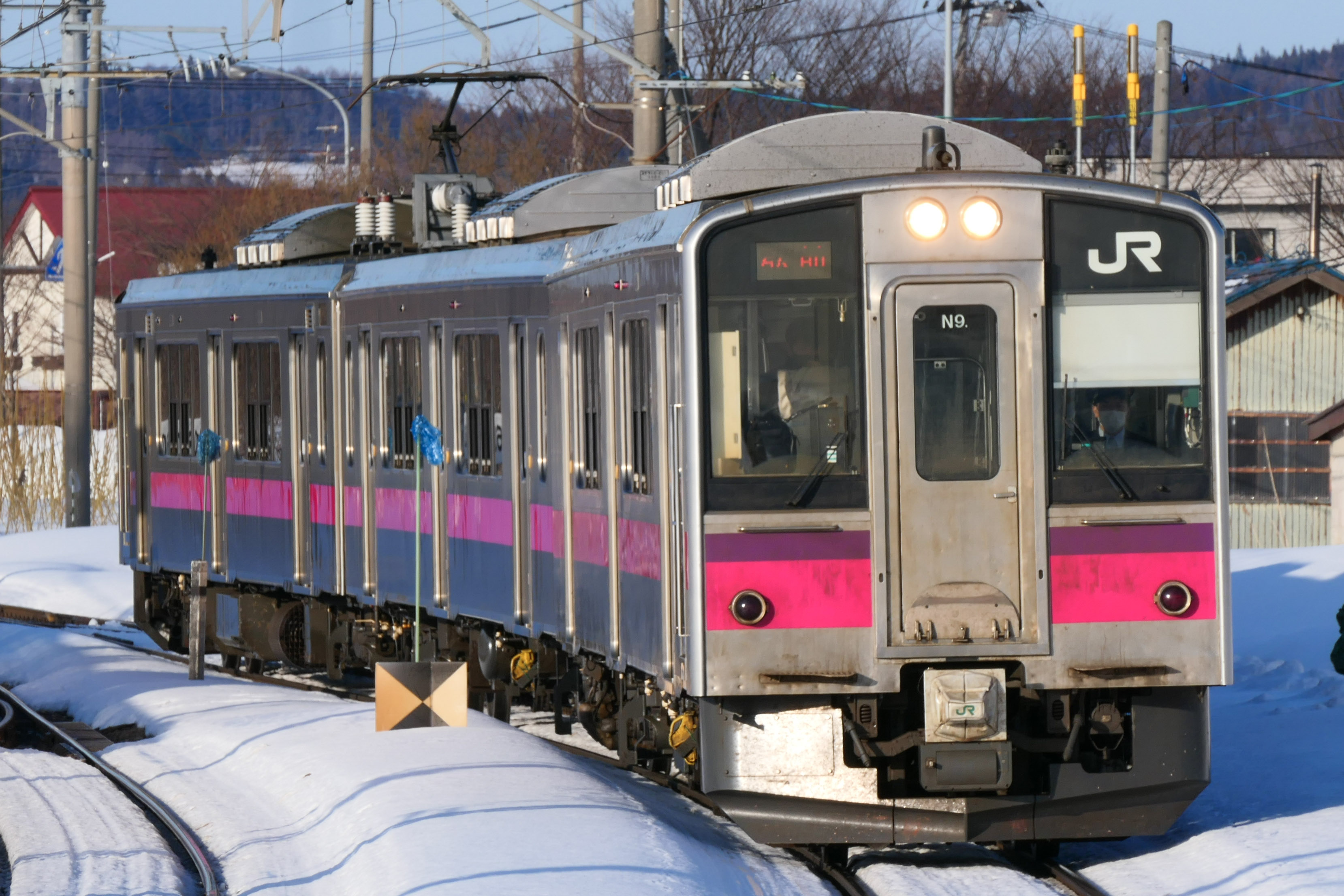
701系0番台
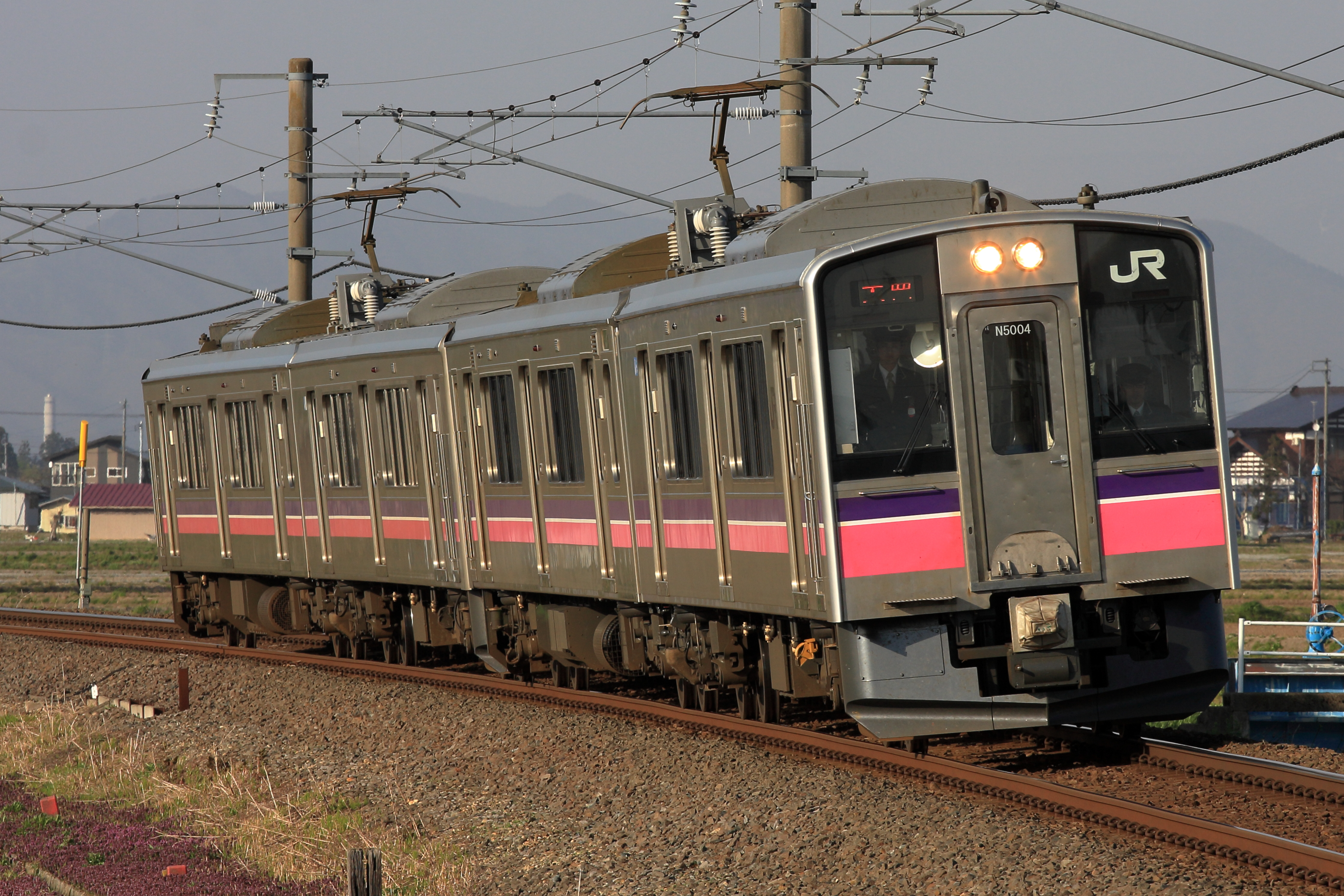
701系5000番台
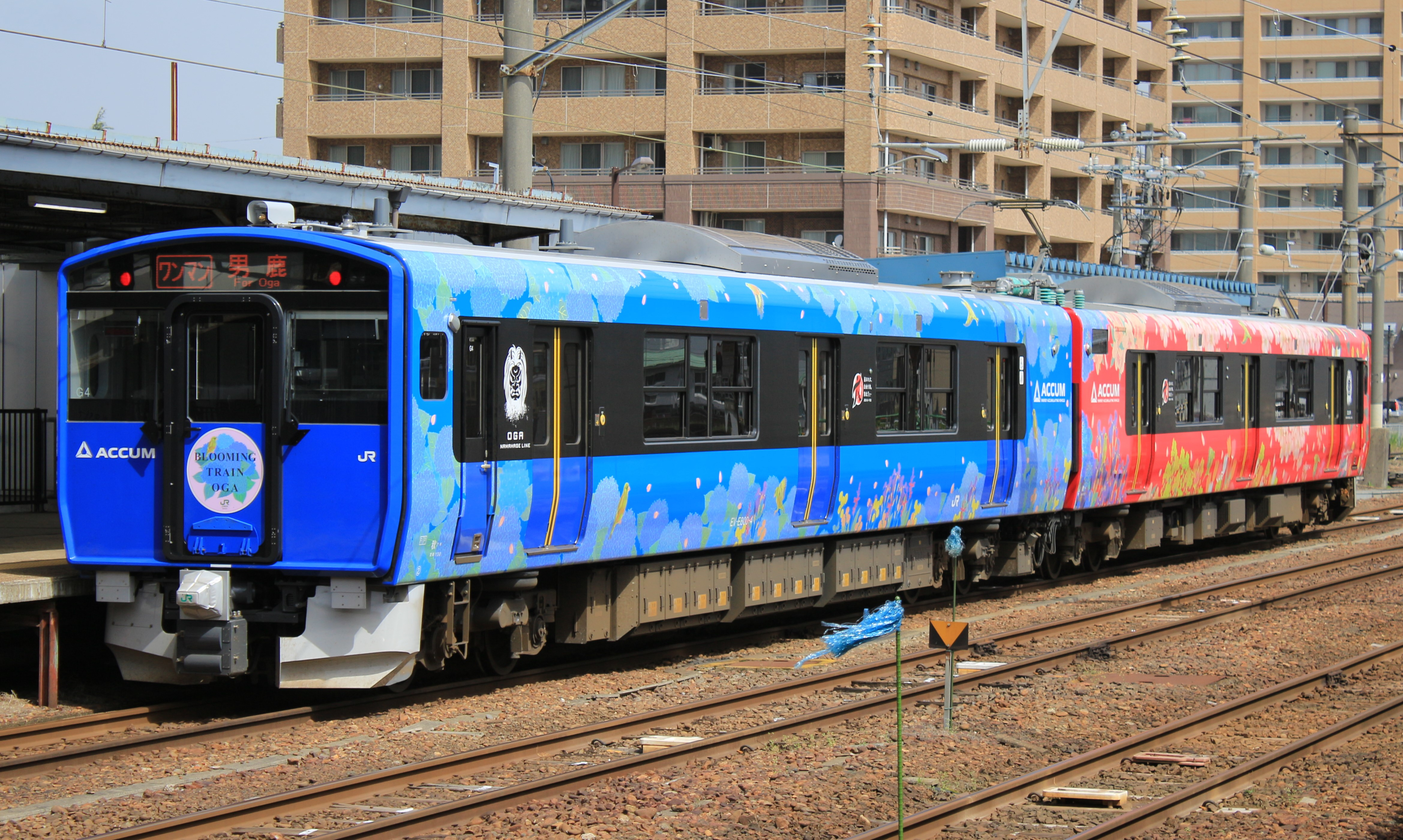
EV-E801系

#### 気動車
キハ48形（4両）
- 「リゾートしらかみ（くまげら編成）」用に700番台2両と1500番台2両が配置されている。
- 「クルージングトレイン」は元「リゾートしらかみ・青池編成」で4両編成を組んでいたが、2006年3月に中間1両（キハ48 1521）をくまげら編成へ組み込み、3両編成となる。
- 後述のHB-E300系の新・青池編成が登場したことから中間の1両（キハ48 1543）を旧・橅編成に組み込み、残った先頭車2両で新たに「クルージングトレイン」として使用が開始された。
- 2003年3月に3両編成で登場した旧・橅編成は、2010年12月に前述の中間車1両を組み込んだ。これににより「リゾートしらかみ」全編成の4両編成化が完了した。
- 旧・橅編成は、HB-E300系の新・橅編成が登場した後は一旦運休、2018年4月18日より「あきたクルーズ号」として運用再開したが、2020年9月1日に全車廃車となった。
- 「リゾートしらかみ」と「クルージングトレイン」以外の一般車両は、奥羽本線、五能線、津軽線で運用されたが、キハ40形同様に運用が終了した[44]。
- 2021年度に500番台3両、1500番台2両が廃車された[45]。
- 2022年度に500番台2両、1500番台3両が廃車された[46]。
- 2023年度にクルージングトレイン用の2両が廃車され、キハ48 517を除く20両がタイ国鉄に譲渡された。

HB-E300系（8両）
- 「リゾートしらかみ」青池編成1本・橅編成1本が配置されている。
- ハイブリッドシステム搭載の新型気動車で、青池編成は2010年9月21日に、橅編成は2016年6月6日にそれぞれ新製配置された。
- 青池編成の営業運転開始は2010年12月4日、橅編成営業運転開始は2016年7月16日である。

GV-E400系（24両）
- 両運転台車のGV-E400形11両、片運転台車のGV-E401形（トイレ付き）6両、GV-E402形（トイレなし）6両が配置されている。
- 2020年7月23日より新製配置され、同年12月12日より五能線で営業運転を開始[47][48]、2021年3月13日のダイヤ改正から五能線のすべての列車が本系車両で運用されている[44]。
- 2021年3月13日のダイヤ改正から奥羽本線（秋田 - 東能代、弘前 - 青森間）および津軽線（主に蟹田 - 三厩間[注 15]）でも営業運転を開始している[44]。
- 2025年1月22日付けでGV-E400-8が新潟車両センターから転入した[49]。

キヤE193系（3両）
- 3両編成1本が配置されている。
- 総合軌道試験車両で「East i-D」の愛称を持つ。

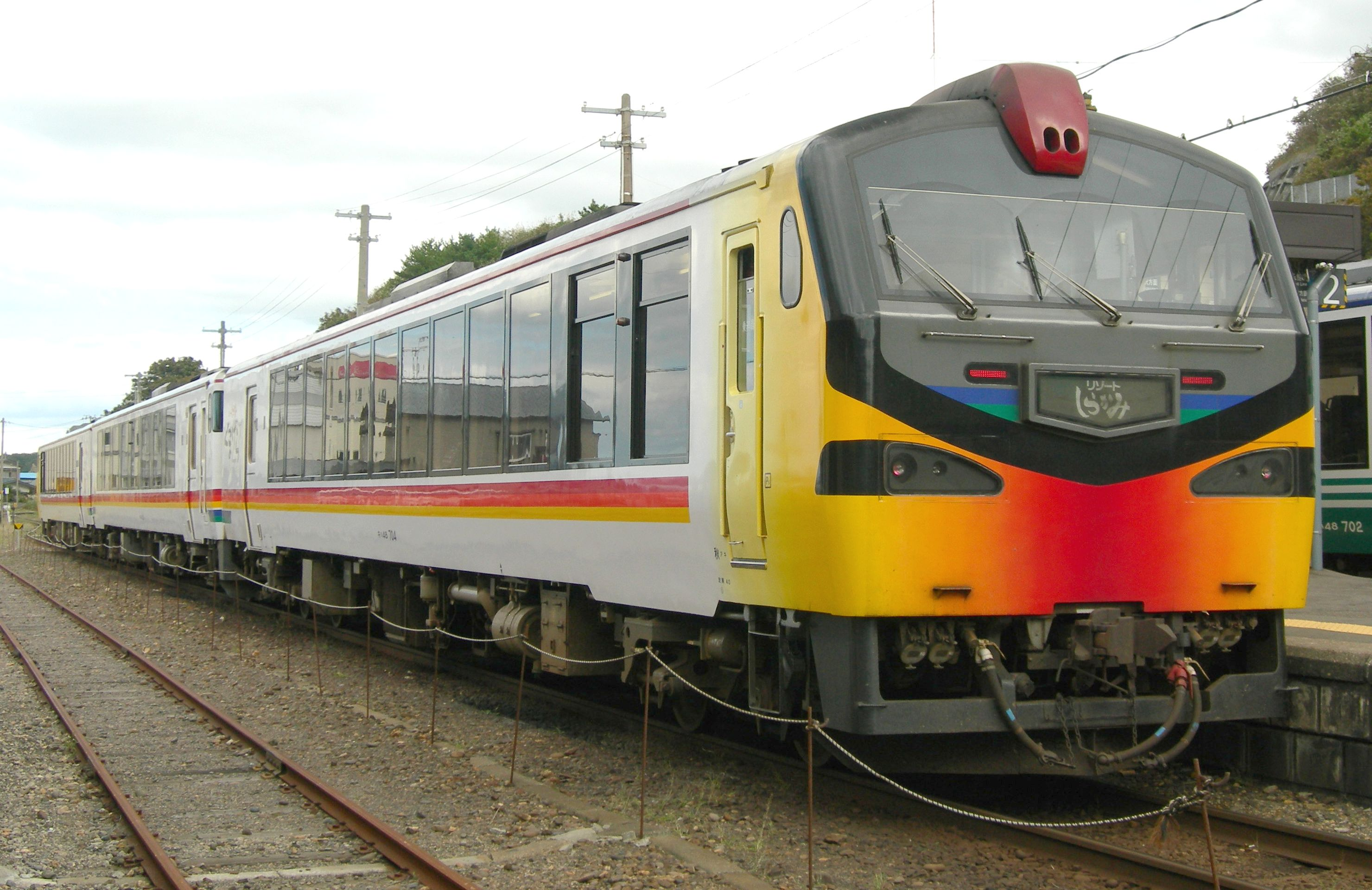
キハ48形
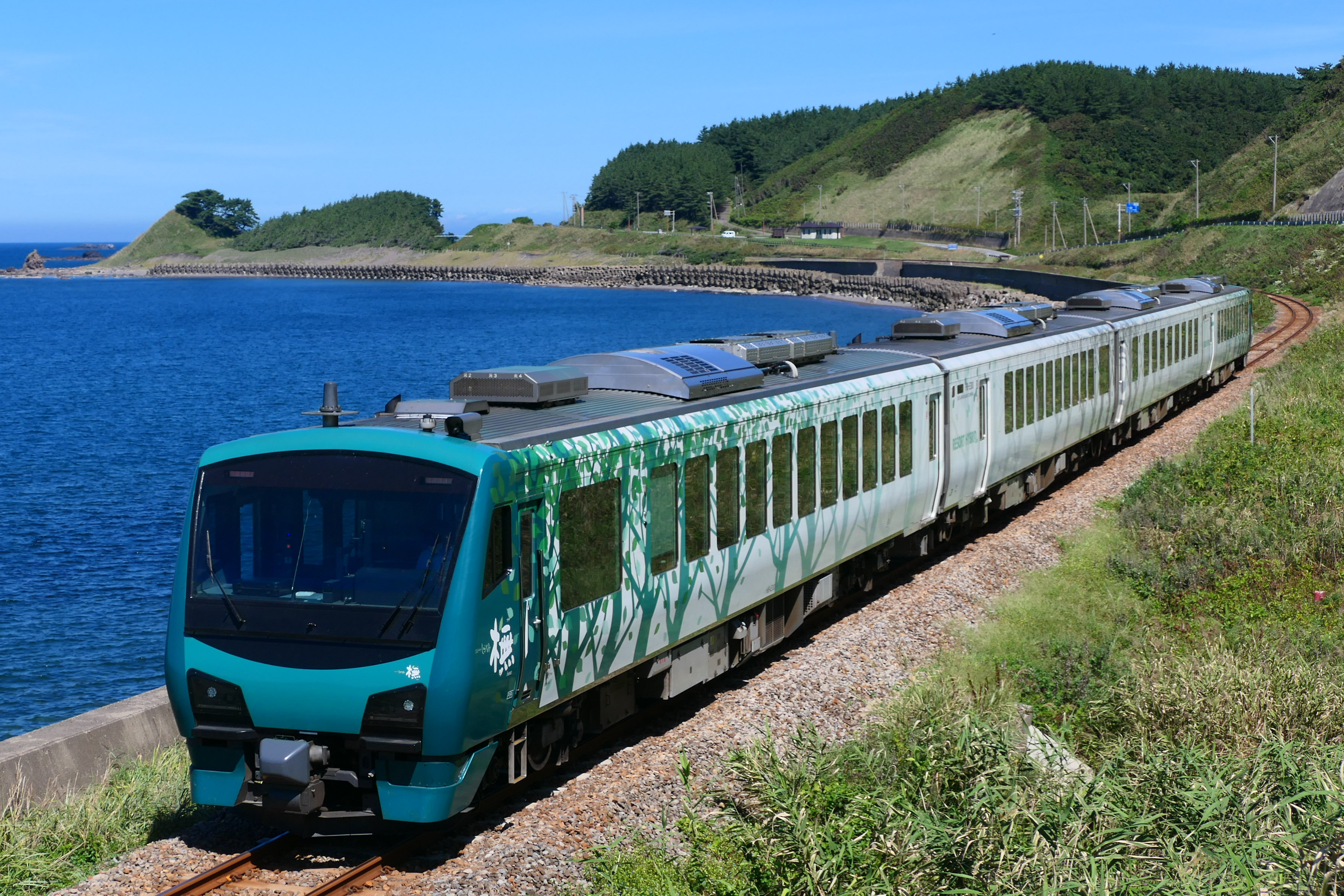
HB-E300系
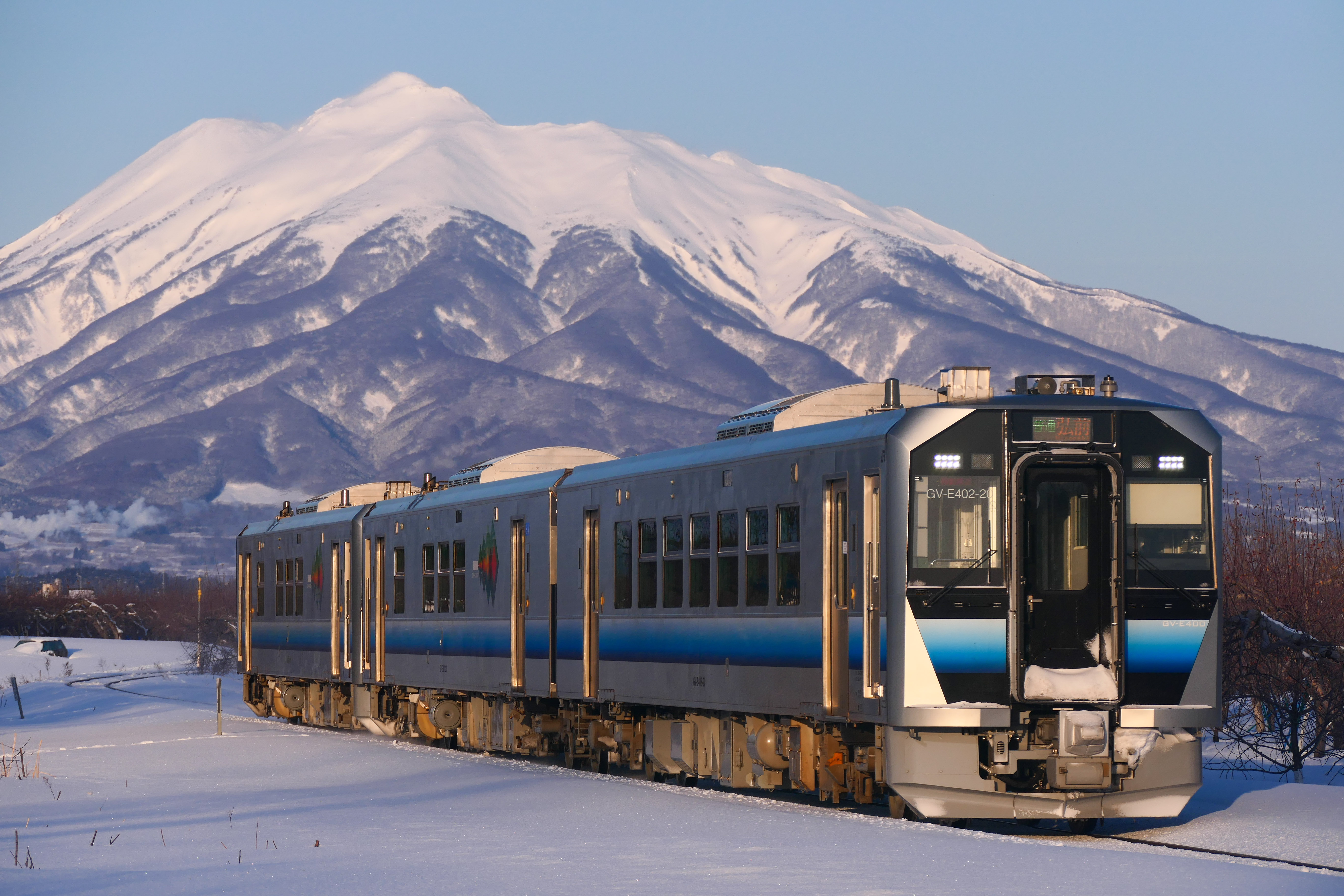
GV-E400系
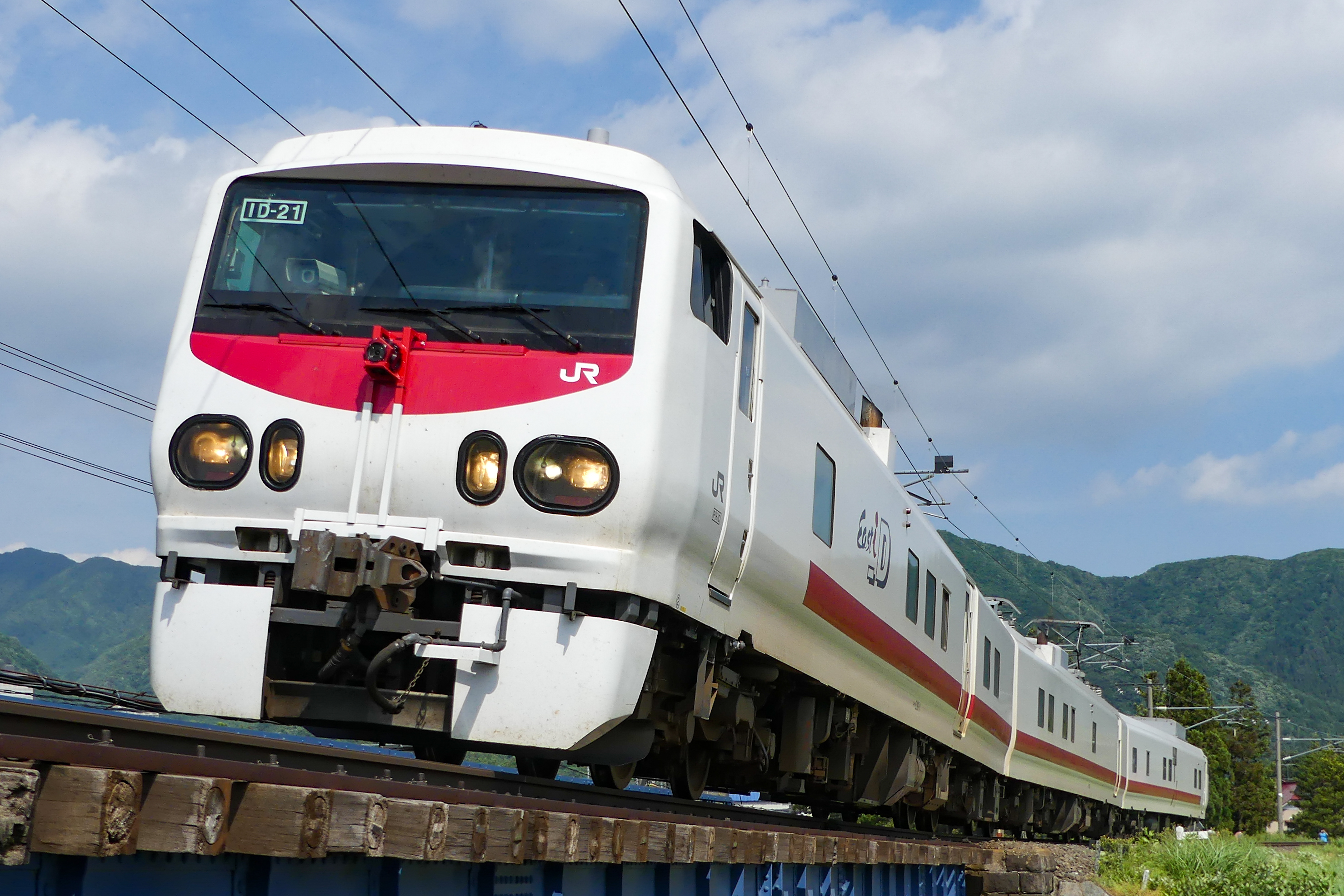
キヤE193系

#### 機関車
ED75形電気機関車（1両）
- 767号機が配置されている。
- 主に事業用工事列車（バラスト輸送）で運用される。
- 1995年時点では762,764,766 - 768,770,771,775,777号機が配置されていた。
- 775号機は、2007年5月末に配給列車として大宮総合車両センターへ回送され、鉄道博物館の開館後は同博物館の展示車両となった。
- 2023年9月20日付けで777号機が除籍された。

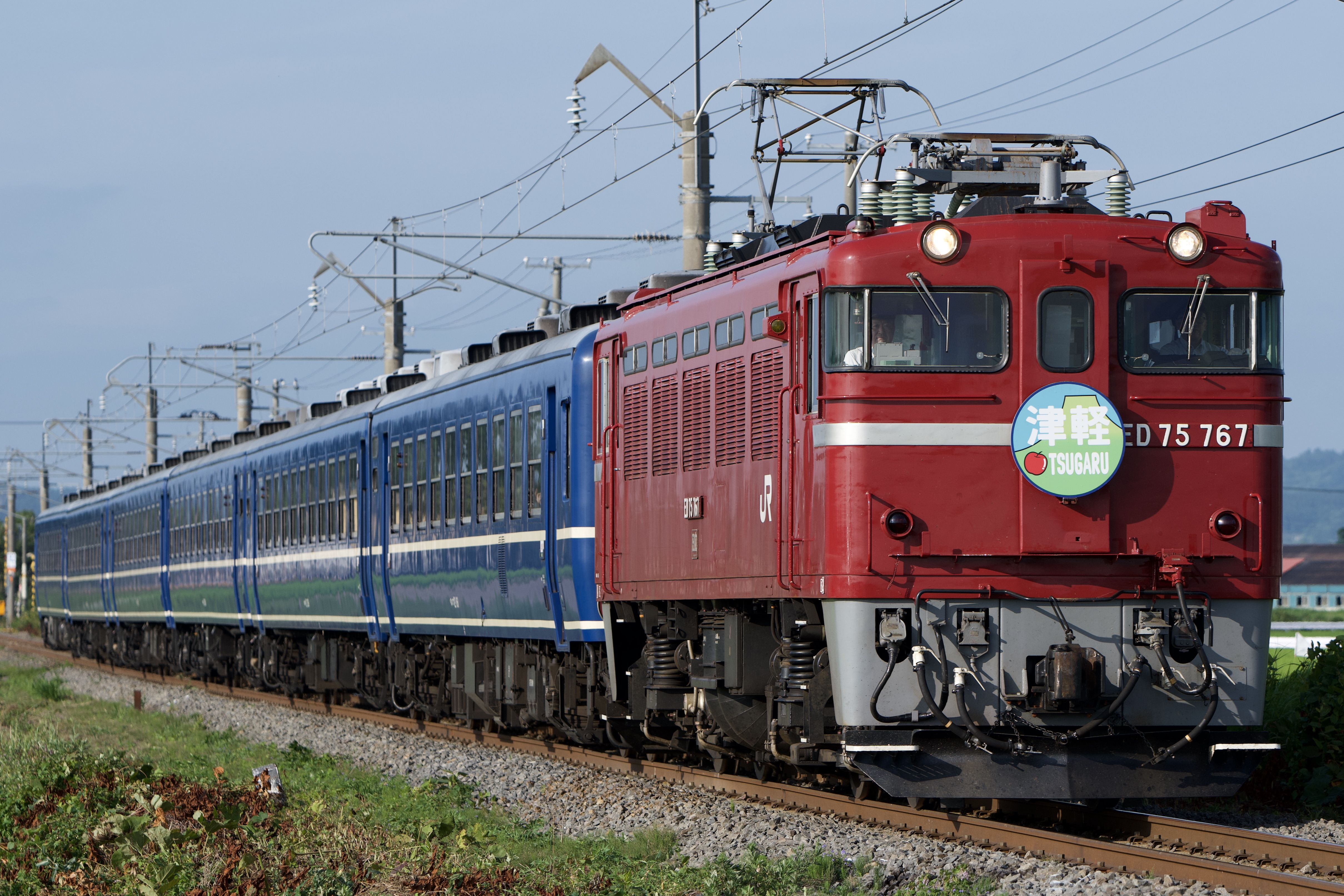
ED75 767

### 秋田新幹線車両センター
2025年4月1日現在の配置車両は以下のとおり。
| 電車  | 気動車 | 機関車 | 客車 | 貨車 | 合計  |
| ----- | ------ | ------ | ---- | ---- | ----- |
| 161両 | 0両    | 0両    | 0両  | 0両  | 161両 |

E6系（161両）
- 7両編成23本（Z1 - Z8・Z10 - Z24編成）を配置。
- 秋田新幹線「こまち」のほか、東北新幹線「はやぶさ」「やまびこ」「なすの」でも運用される。
- 2022年3月16日に発生した福島県沖地震で被災したZ9編成は2023年12月18日付けで廃車された。

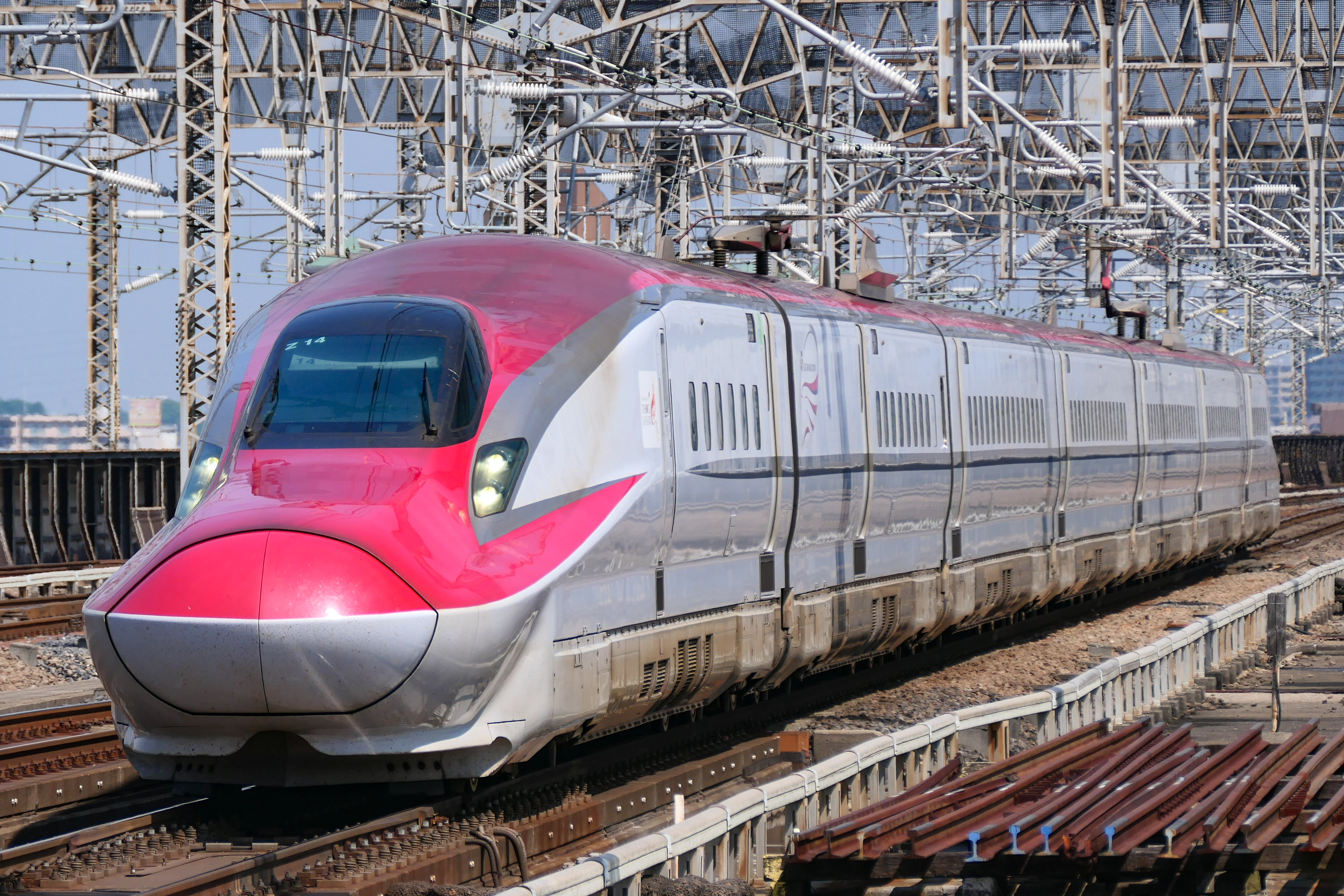
E6系

### 過去の配置車両
本節では、旧・秋田車両センター（旧・南秋田運転所および旧・秋田運転所秋田支所）時代に配置されていた車両について記述する。なお、国鉄時代の旧・秋田運転区および旧・秋田機関区に配置されていた車両については割愛する。
（節全体の出典：『JR電車編成表』各年冬・夏、『JR気動車客車編成表』各年、『鉄道ファン』各年JR車両ファイル掲載号）

#### 在来線車両

##### 電車
485系1000番台
- 特急「つばさ」「たざわ」「かもしか」用として多数の編成が配置されていたが、山形新幹線や秋田新幹線の開業によりその数を減らした。最後は「かもしか」用の車両が残存していたが、2011年度までに全車両が廃車された。

719系
- 0番台：2両編成2本（H10・H13編成）が配置されていた。
- 元磐越西線用で「あかべぇ」をあしらっており、2017年3月に仙台車両センターから転入した。
- 奥羽本線（院内 - 追分間）で運用されたものの、老朽化のため2020年3月14日付で廃車された。

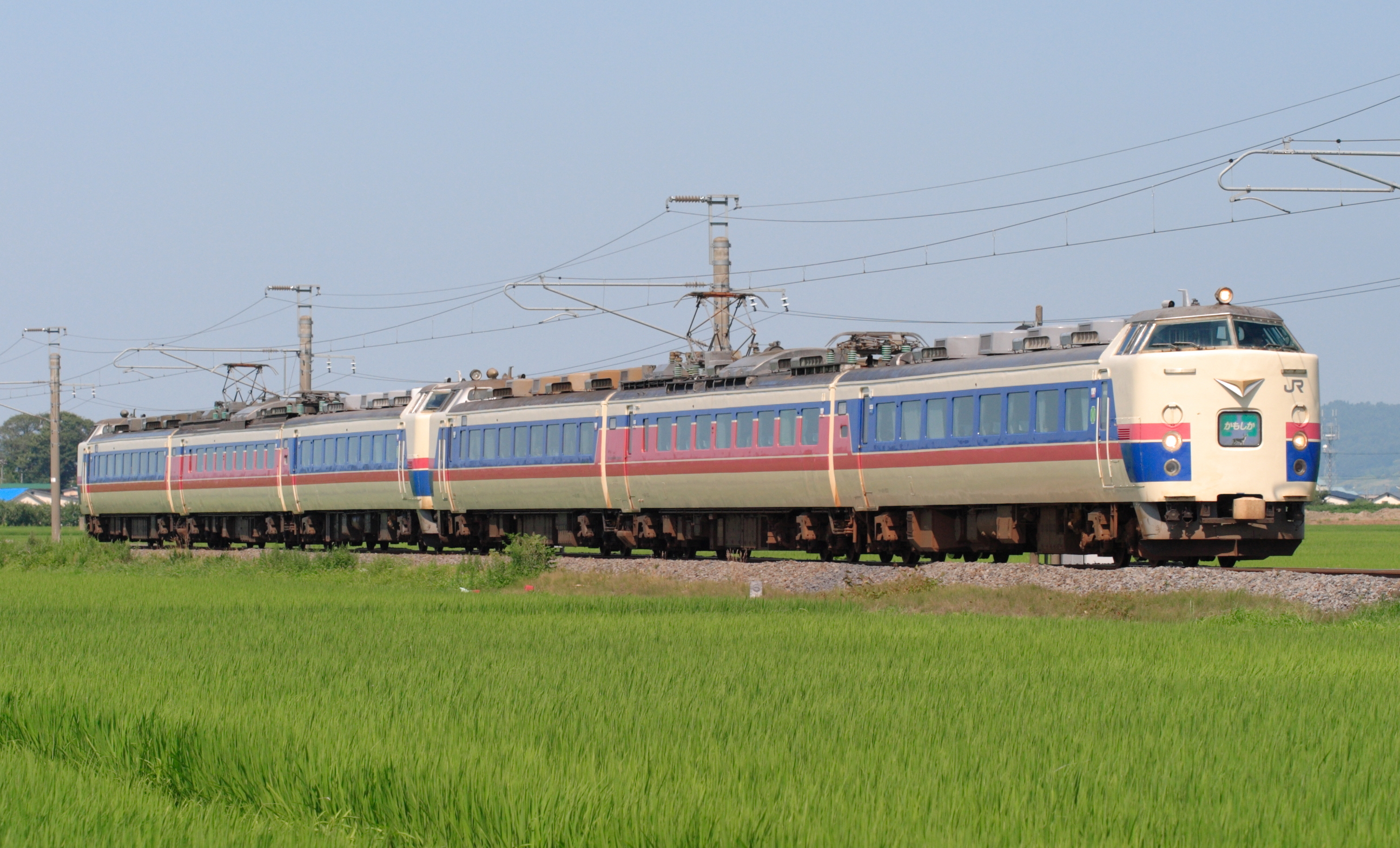
485系1000番台
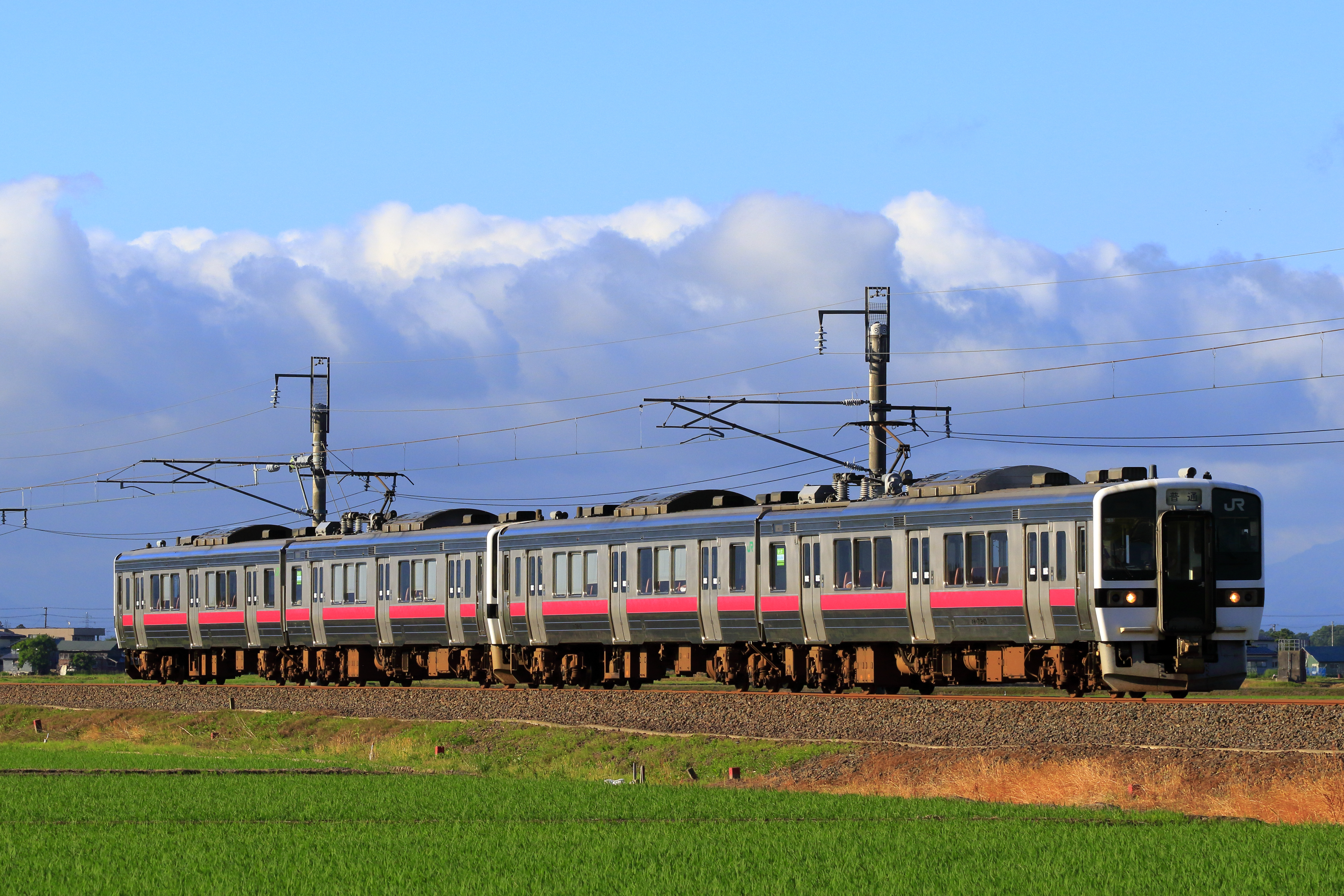
719系

##### 気動車
キハ58形・キハ28形（アコモ改造車）
- 奥羽本線から花輪線へ直通する快速列車で運用されていた。もと急行「よねしろ」用として 室内アコモデーションの大幅な改善、側面方向幕の設置など大規模な改造が施工されていた。2008年（平成20年）3月15日のダイヤ改正で前述の快速列車が廃止されたことに伴い定期運用を終了、キハ58形・28形ともに2両ずつ計4両が波動用として残存したものの、同年6月に五能線「海彦山彦号」として運転されたのを最後に引退し、同年10月に廃車解体された。

キハ58系・キハ28系・キハ22形
- 主に奥羽本線・羽越本線・五能線・田沢湖線で運用。
- 五能線で運用されていたキハ58系は、1995年1月17日に発生した阪神・淡路大震災でJR神戸線（東海道本線・山陽本線）の迂回路となった播但線での輸送力確保のため、応援としてJR西日本に貸し出されて同線の普通列車として運転した実績がある（播但線#阪神・淡路大震災の迂回路としての項を参照）。

キハ59形・キハ29形
- ジョイフルトレイン「エレガンスアッキー」と「おばこ」の3両編成2本が所属していた。後者は、秋田新幹線開業以前は「こまち」という愛称が付与されており、「こまち」が秋田新幹線の列車愛称名になったことにより「おばこ」に変更された。
- 2005年ごろより休車扱いとなり、2006年3月に廃車された。

キハ110系
- 特急「秋田リレー」に投入。運用終了後に200番台化改造工事が施工され、飯山線・磐越西線・羽越本線に転出した。

キヤ191系
- 2003年（平成15年）にキヤE193系気動車 (East i-D) へ置換えられ、廃車された。

キハ40形
- 500番台は五能線・男鹿線・津軽線で、1000番台・2000番台は男鹿線で運用されたが、EV-E801系およびGV-E400系気動車が配置されたため、運用が終了した。
- 2021年度に1000番台1両・2000番台2両が小湊鉄道に、500番台1両が北条鉄道にそれぞれ譲渡された。
- 2022年度に500番台12両・2000番台2両が廃車された。
- 2023年度に残りの9両全車がタイ国鉄に譲渡された。

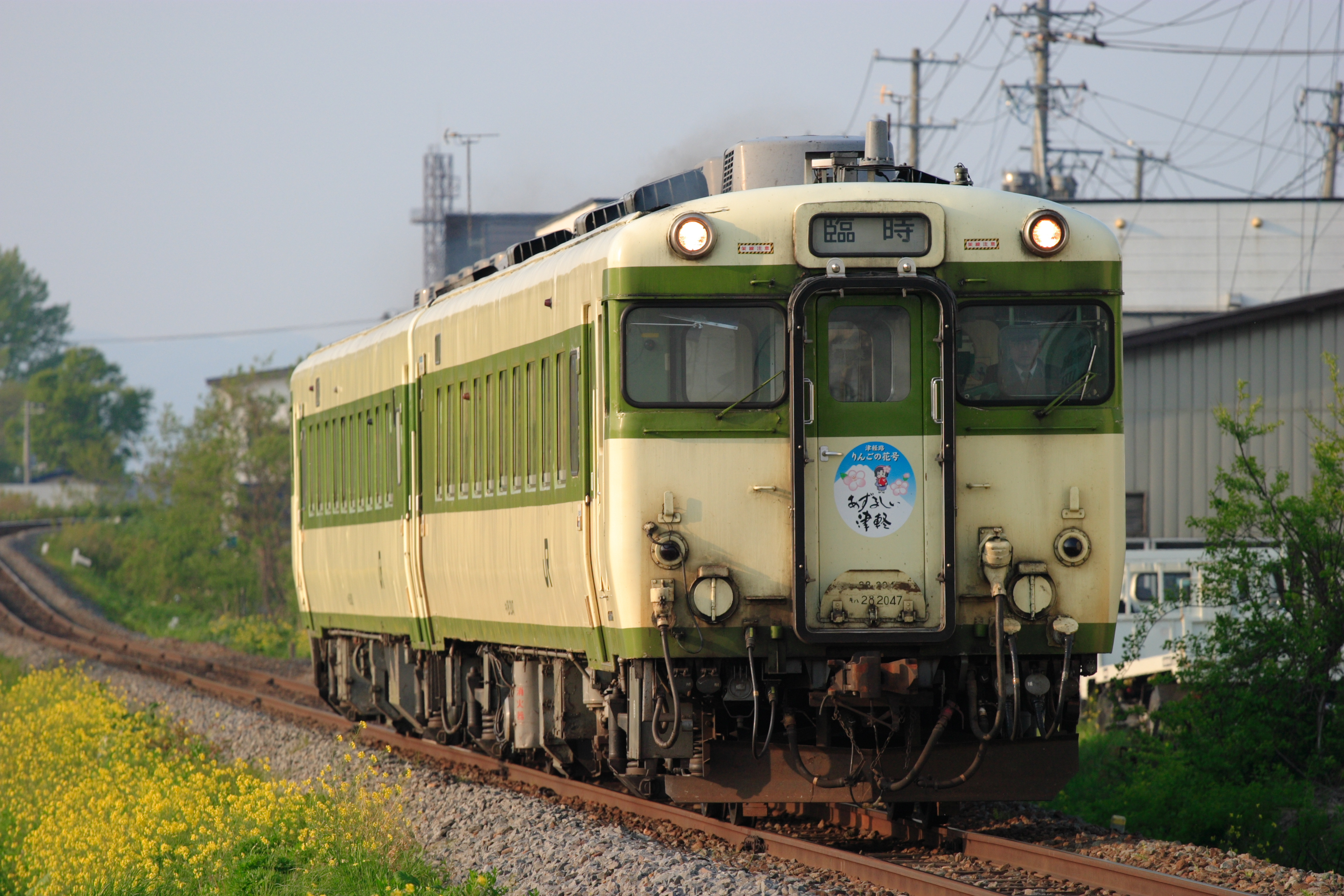
キハ58系アコモ改造車
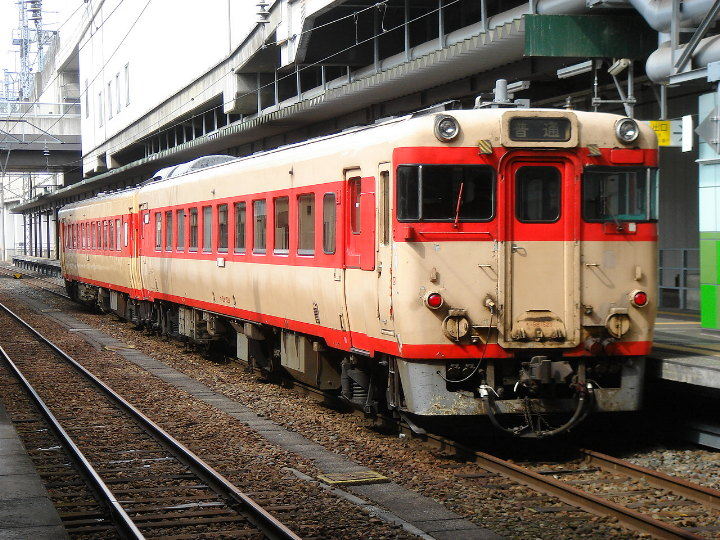
キハ58系
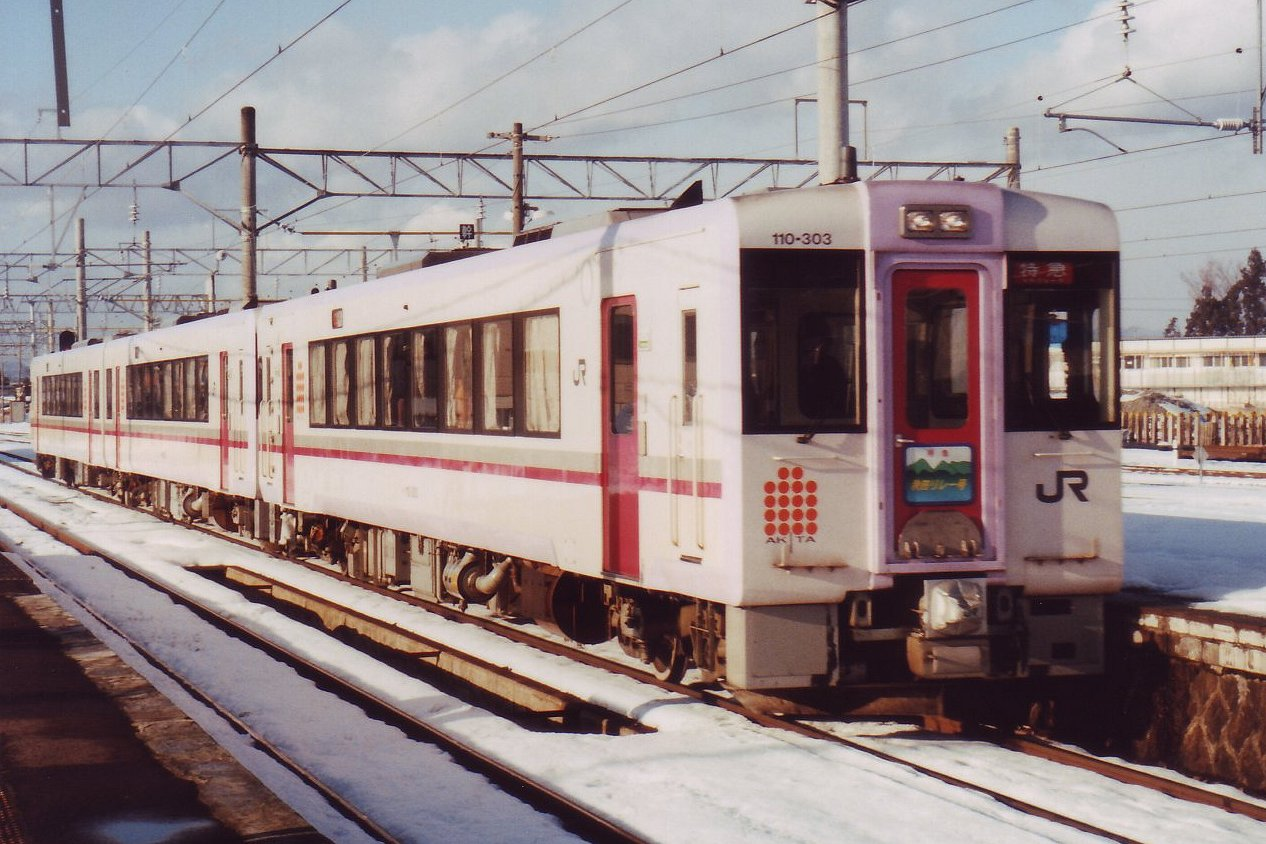
キハ110系300番台
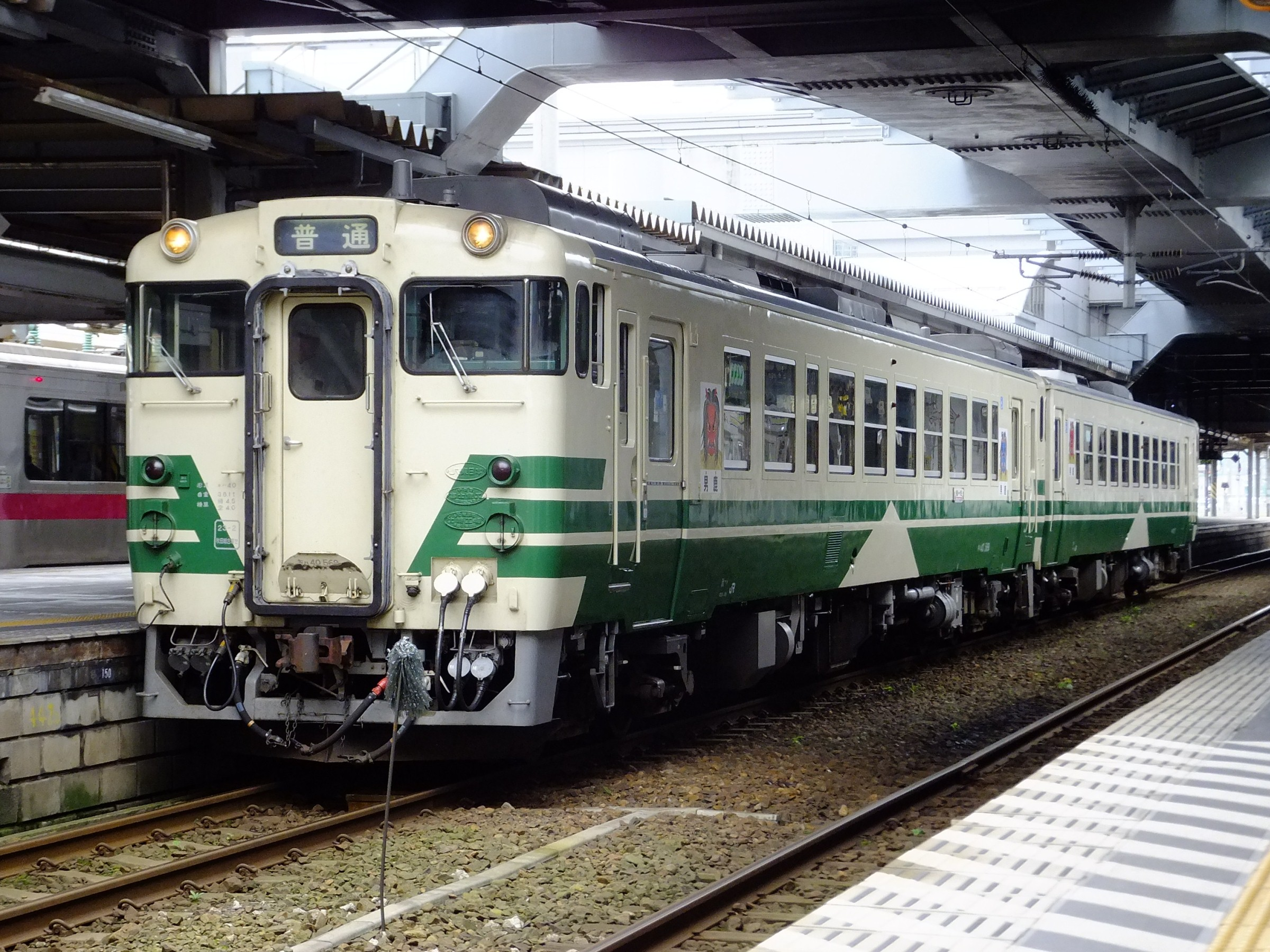
キハ40形

##### 機関車
EF81形電気機関車
- 136号機が配置されていた。
- 首都圏との電車回送や臨時列車用の車両の回送を牽引していた。
- 青森車両センターが盛岡車両センターと統合されたことにより、136号機が2016年2月2日付で、139号機が同年3月26日付で転入した。なお、139号機はその後2017年3月4日付で田端運転所（現尾久車両センター）に転出した。
- 136号機は2024年10月12日付けで除籍された。

DE10形ディーゼル機関車
- 1759号機が配置されていた。
- 主に事業用工事列車（バラスト輸送）や臨時列車で運用されていた。
- かつては寝台特急の北上線迂回時や北上線経由の客車回送列車などを牽引したこともあった。
- 2023年5月10日付けで1187号機が、2024年2月20日付けで1647号機が除籍された。
- 2024年11月21日付けで1759号機が新潟車両センターへ転出した。

DD18形ディーゼル機関車
- DD51形783号機から改造した3号機が配置されていた。
- 秋田新幹線用に標準軌へ改軌されたラッセル式除雪車である。

DD51形ディーゼル機関車
- 1995年時点では741,744,783,784,788号機が配置されていた。
- 電化前の奥羽本線や羽越本線で広く運用され、両線の電化後も1996年まで男鹿線の旅客・貨物列車用として配置されていた。

DD14形ディーゼル機関車
- 305号機が配置されていた。
- ロータリー式除雪車。

DE15形ディーゼル機関車
- 牽引用に1502,1512号機が、除雪用に1516,1528,1536,1540,1541,1544,2524号機が配置されていた。
- 除雪用はラッセル式除雪車。

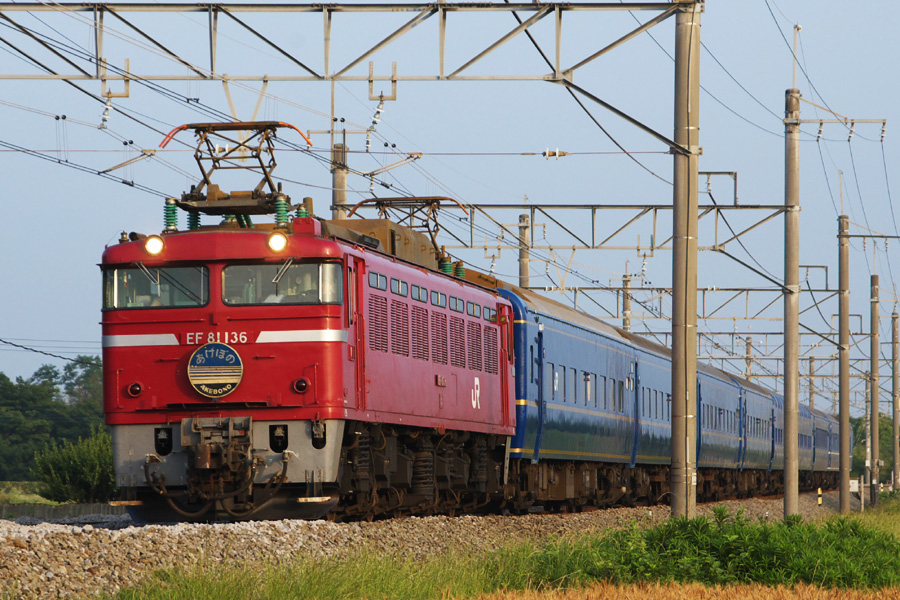
EF81 136
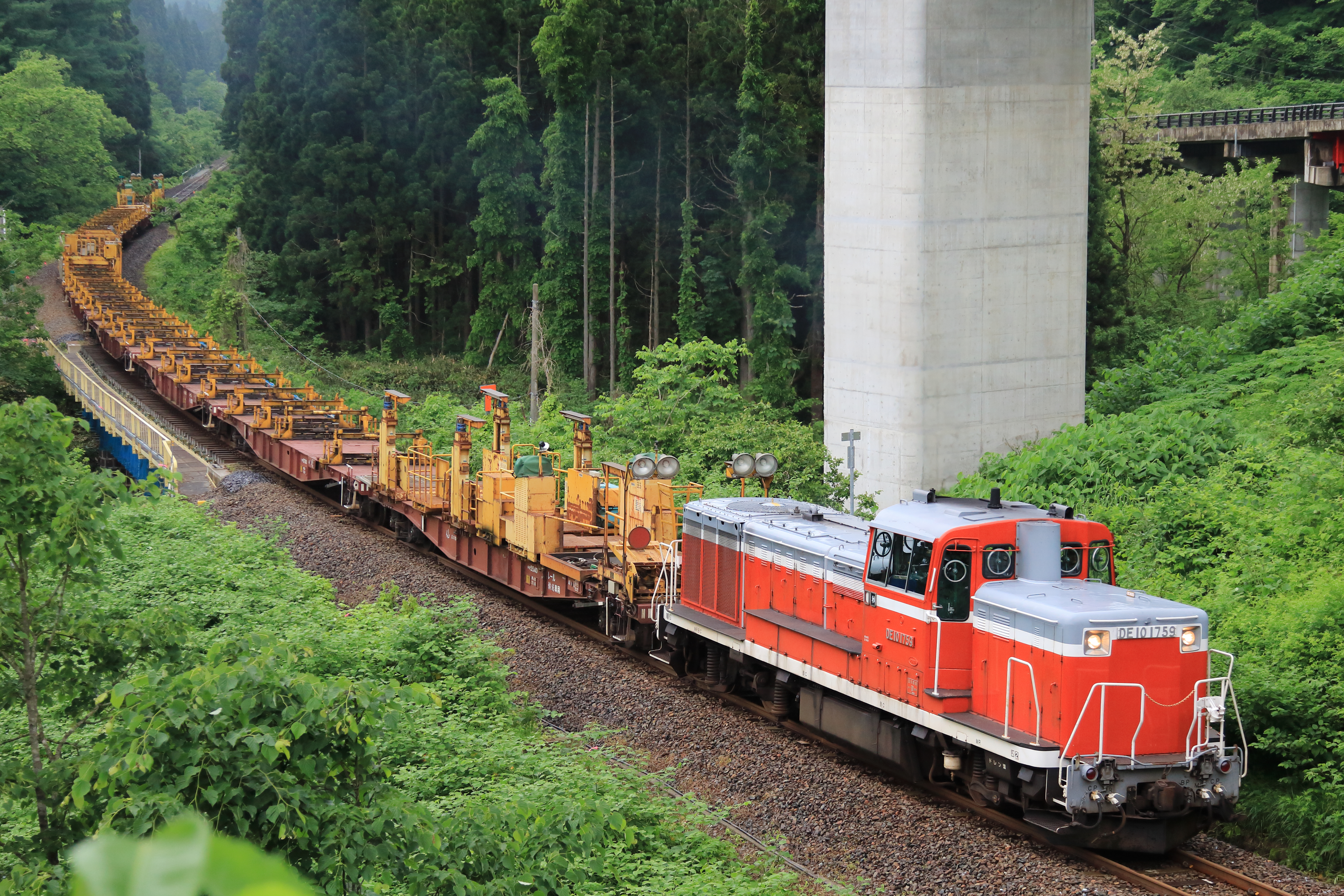
DE10 1759

##### 客車
24系
- 「あけぼの」のほか1982年以降は共通運用を組んだ「ゆうづる」「出羽」にも投入。1988年の「北斗星」運転開始により運用上の都合から尾久客車区（現・尾久車両センター）と青森運転所に配置全車が転出した。

14系
- 座席車のみが配置され、「つばさ」や「おが」といった臨時特急・急行列車を中心に運用された。

12系
- 臨時急行列車や団体列車で運用された。
- 1999年に6両が「SLばんえつ物語号」用として上沼垂運転区に転出した。

50系
- 奥羽本線・羽越本線・男鹿線で運用された。

マニ50形
- 救援車代用。マニ50 2183が配置されていたが、2020年1月31日付で廃車された。

##### 貨車
ホキ800形
- バラスト輸送用ホッパ車。
- 1490,1497,1629,1688,1739,1751,1755,1760が配置されていた。

ケ10形貨車
- 各所の貨物用秤の精度校正をするための検重車。複数の標準質量の錘を積んでいた。
- ケ11が配属されていたが、2001年4月3日に廃車されたことにより形式消滅している。

チキ5200形貨車
- レール輸送用長物車。2020年1月31日付で配置されていた4両が廃車された。

#### 新幹線車両
E3系
- 2014年3月に秋田新幹線からは撤退。その後も東北新幹線「やまびこ」「なすの」の増結車として運用される0番台6両編成2本（R21 - R22編成）が残存していたが、2019年3月16日付で新幹線総合車両センターに転属した。

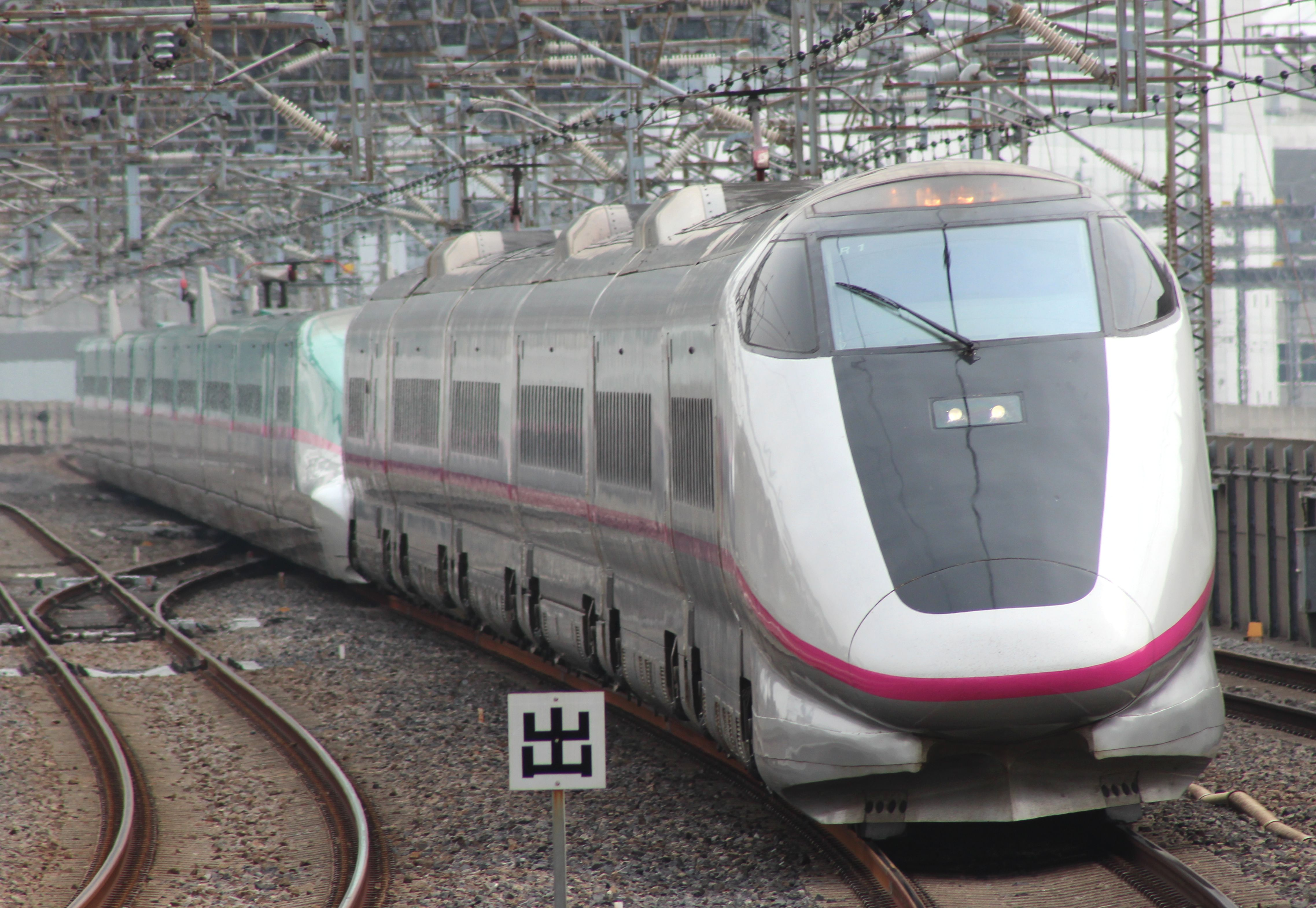
E3系R1編成
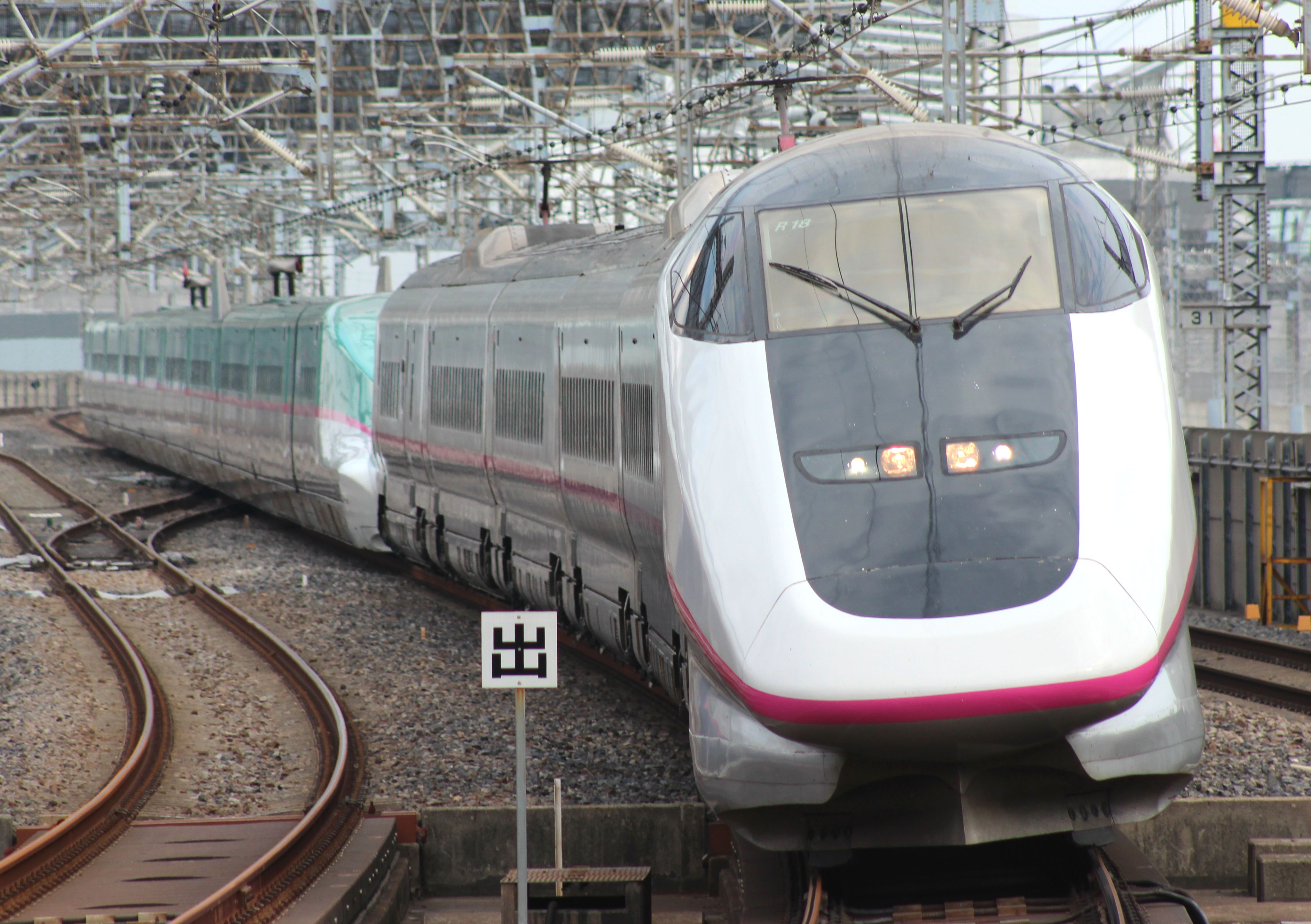
E3系0番台